# Affirmative Action
Affirmative Action (in Großbritannien auch Positive Action), deutsch auch positive Diskriminierung, bezeichnet gesellschaftspolitische Maßnahmen, die der negativen Diskriminierung sozialer Gruppen durch gezielte Vorteilsgewährung entgegenwirken sollen. „Affirmativ“ in diesem Sinne bedeutet die besondere Bestätigung, Förderung und Unterstützung solcher Gruppen. Die Vorgehensweise ist umstritten, weil sie Diskriminierung durch erneute, entgegengesetzte Ungleichbehandlung ersetzt.
Maßnahmen der Affirmative Action wurden im Zuge der Bürgerrechtsbewegung zunächst in den USA entwickelt. Gemäß dem Bericht der US-Bürgerrechtskommission von 1977 versteht sich als Affirmative Action „jede Maßnahme, die über die einfache Beseitigung einer diskriminierenden Praktik hinausgeht, um einstige und heutige Diskriminierung zu korrigieren, zu kompensieren und in Zukunft zu verhüten.“ (Kathrin Meier-Rust) Im Hinblick auf Ausbildung, Arbeitsmarktes und Karrierechancen soll mit Maßnahmen der Affirmative Action die Situation insbesondere für Frauen und für Menschen benachteiligter ethnischer Gruppen verbessert werden.

## Begriff
Für den Zusammenhang sind unterschiedliche deutschsprachige Bezeichnungen gebräuchlich, keine davon konnte sich fachsprachlich oder in der Öffentlichkeit bisher allgemein durchsetzen: „positive Maßnahmen“ (positive action) wie in § 5 AGG, „fördernde Maßnahmen“, „affirmative Maßnahmen“ (affirmative action) und „positive Diskriminierung“ (positive discrimination). In verschiedenen Ländern haben diese Begriffe verschiedene Bedeutungen, und selbst in der wissenschaftlichen Literatur herrscht Uneinigkeit darüber, was genau jeder einzelne von ihnen beinhaltet.
Der Begriff „positive Diskriminierung“ ist missverständlich. In dieser Begriffsvariante wird das Wort Diskriminierung von seinen Befürwortern in seiner älteren, wertneutralen Bedeutungsvariante im Sinne von Ungleichbehandlung (eigentlich Unterscheidung) verstanden – statt wie heute meist üblich im abwertenden Sinne als Benachteiligung. Allerdings kann er verwendet werden, um auszudrücken, dass eine Affirmative Action ihr Ziel erreicht hat und zu einer „positiven Diskriminierung“ (vgl. „umgekehrte Diskriminierung“) umschlägt.
Andererseits kann eine Unterscheidung, die der unterschiedenen Person auf den ersten Blick Vorteile bringt, dennoch Nachteile für diese Person mit sich bringen, so etwa hinsichtlich ihrer Fähigkeit, sich selbst als gleichberechtigtes Mitglied einer Gruppe zu fühlen und mit ihr zu identifizieren. In diesem Fall ist es durchaus sinnvoll, von „positiver Diskriminierung“ zu sprechen, da sich die widersprüchlichen Wertungen tatsächlich auf widersprüchlich zu wertende Effekte beziehen.

## Geschichte der Affirmative Action
Erstmals eingeführt wurde das Konzept der Affirmative Action 1961 von Präsident John F. Kennedy, welcher mit der Executive Order 10925 die Equal Employment Opportunity Commission ins Leben rief, welche 1964 wirksam wurde. Im Jahr 1965 erläuterte Präsident Lyndon B. Johnson in einer Rede vor den schwarzen Studenten der Howard University die Grundidee der Affirmative Action:

“You do not take a man who for years has been hobbled by chains, liberate him, bring him to the starting line of a race, saying, ‘you are free to compete with all the others,’ and still justly believe you have been completely fair… We seek not just freedom but opportunity, not just legal equity but human ability, not just equality as a right and a theory, but equality as a fact and as a result.”

„Man kann einen Menschen, der jahrelang in Ketten humpeln musste, nicht einfach befreien, ihn auf die Startlinie eines Wettrennens stellen mit den Worten: ‚Du bist nun frei fürs Wettlaufen‘, und dabei auch noch glauben, man sei überaus fair … Wir wollen nicht nur Freiheit, sondern Chancengleichheit, nicht nur Gleichheit vor dem Gesetz, sondern echte Befähigung, nicht nur Gleichheit als Recht und Theorie, sondern als Tatsache und Resultat.“

Am 24. September 1965 erließ Johnson die Executive Order 11246, die festlegt, dass staatliche und staatlich finanzierte Arbeitgeber Personen nicht mehr wegen ihrer Ethnizität, Hautfarbe, Religion, ihrem Geschlecht oder ihrer Nationalität diskriminieren dürfen. Johnsons Executive Order erfordert außerdem, dass diese Arbeitgeber Affirmative Action-Maßnahmen ergreifen müssen, um Chancengleichheit sicherzustellen.
In der „Order No. 4“ legte Richard Nixon 1970 als erster Präsident Quoten für die Beschäftigung von Minderheiten bei staatlichen Aufträgen fest, 1971 wurde die Order auf Frauen ausgeweitet und ein Programm zum gezielten Vertragsabschluss mit Unternehmen in Besitz von Minderheiten durch Bundesbehörden verabschiedet.
In der KSZE wurde die positive Diskriminierung ebenfalls verpflichtend eingeführt, um Menschenrechte und Grundfreiheiten insbesondere der Minderheiten zu gewährleisten.
In Deutschland wurde affirmative action Anfang der 1980er Jahre programmatisch formuliert. Die damalige Ausländerbeauftragte der Bundesregierung, die FDP-Politikerin Liselotte Funcke, Volker Schmidt von der Berliner Senatskanzlei und Peter Menke-Glückert als Vorsitzender der Gesellschaft für Zukunftsfragen gaben eine Schrift mit dem Titel Ausländer oder Deutsche. Integration ausländischer Bevölkerungsgruppen in der Bundesrepublik heraus, die 1981 im Kölner Bund-Verlag erschien. Im Vorwort wird die Idee umrissen: „Für wenigstens zwei Generationen muss für die Ausländer mehr getan werden als für die Deutschen.“ Auf Seite 13 wird die Programmatik präzisiert: „Um den Ausländern Chancengleichheit zu verschaffen, muss jedoch für wenigstens zwei Generationen mehr für Ausländer getan werden als für Deutsche.“
Rechtlich wurden sogenannte „positive Maßnahmen“ erstmals 2002 vom Bundesverwaltungsgericht (BVerwG) anerkannt und 2006 in Form des § 5 AGG (Allgemeines Gleichbehandlungsgesetz) gesetzlich verankert.
Innerhalb der EU werden mit affirmative action gewöhnlich zulässige Maßnahmen bezeichnet, während gerichtlich verbotene eher als positive Diskriminierung bezeichnet werden.
2003 wurde in Südafrika das Broad-Based Black Economic Empowerment eingeführt, um nach der Zeit der Apartheid das Wohlstandsgefälle zwischen den Bevölkerungsgruppen aufzuheben. Seither müssen Unternehmen nachweisen, dass sie Schwarze, Coloureds und Inder fördern, um öffentliche Aufträge oder Lizenzen zu erhalten.
2020 stimmten im größten US-Bundesstaat Kalifornien 57 % der Bevölkerung gegen Proposition 16, die Affirmative Action im Bundesstaat erlaubt hätte (bislang verbietet die Verfassung Kaliforniens Bevorzugung und Benachteiligung aufgrund von Hautfarbe, Religion usw.). Die Ablehnung war damit etwas gewachsen im Vergleich zu 1996, als bei einer ähnlichen Volksabstimmung 55 % der Bevölkerung gegen Affirmative Action gestimmt hatten. Eine repräsentative Umfrage der UC Berkeley ergab, dass fast alle Bevölkerungsgruppen (Weiße, Latinos, Asiaten, Indianer) mehrheitlich gegen Affirmative Action stimmten, nur Afroamerikaner stimmten mehrheitlich dafür. In der Bevölkerung Kaliforniens stellt keine ethnische Gruppe die Mehrheit (Majority-Minority-State).
| Volksgruppe               | Für Affirmative Action | Gegen Affirmative Action | Neutral |
| ------------------------- | ---------------------- | ------------------------ | ------- |
| Weiße                     | 35 %                   | 53 %                     | 12 %    |
| Afroamerikaner            | 58 %                   | 33 %                     | 10 %    |
| Asiaten                   | 39 %                   | 50 %                     | 11 %    |
| Latinos                   | 40 %                   | 42 %                     | 17 %    |
| Amerikanische Ureinwohner | 22 %                   | 72 %                     | 4 %     |

## Praxis der Affirmative Action
Affirmative Action umfasst mehr als die Quotenregelung, die in den Vereinigten Staaten nur sehr selten und dann in besonders starken Fällen von Diskriminierung angewandt wird. Affirmative Action schließt Diversity Trainings und spezielle Bildungsprogramme gegen Rassismus und Sexismus sowie die Senkung von Leistungsanforderungen (beispielsweise an Hochschulen) insgesamt oder für bestimmte benachteiligte Gruppen ein. An einigen Hochschulen in den Vereinigten Staaten findet Affirmative Action durch das Punktesystem statt: An der Universität von Michigan können Bewerber maximal 150 Punkte erreichen, hiervon jeweils 20 Punkte für „sozio-ökonomische Benachteiligung“ und für die Zugehörigkeit zu einer „unterrepräsentierten rassisch-ethnischen Minderheit“. Die meisten Affirmative-Action-Programme in den Vereinigten Staaten verwenden zur Feststellung der Rasse und ethnischen Abstammung die Selbstangabe der potenziell Begünstigten. Die dabei verwendeten Kategorien – zum Beispiel bei Bewerbungsbögen für Aufnahme in ein College – lehnen sich meist an die entsprechenden Definitionen des United States Census an. Wenn sich die Selbstangabe im Nachhinein als unplausibel oder gar Betrug herausstellt, kann dies für den Bewerber negative Konsequenzen haben.
Eine weitere Maßnahme ist die sogenannte Contract Compliance (Vertragseinhaltung). Die US-Bundesregierung verpflichtet damit alle staatlichen Subventions- und Auftragsempfänger zur Umsetzung der Affirmative Action. Die Vergabe öffentlicher Aufträge und Subventionen einschließlich solcher an Schulen und Hochschulen wurde an die Vertragsunterzeichnung und -einhaltung von positiver Diskriminierung gebunden, welche durch das Federal Office for Contract Compliance kontrolliert wird. Diese Contract compliance verpflichtet die Einrichtungen zur Überwachung und Lenkung der ethnischen Zusammensetzung ihrer Belegschaft (oder ihrer Klientel) sowie zur Vorlage von Trendberichten, die ihre konkreten Zukunftspläne für den Diskriminierungsabbau darlegen. Entsprechende Maßnahmen wurden auch in die Antidiskriminierungsstrategien Großbritanniens und der Niederlande aufgenommen.
Der Soziologe Ralf Dahrendorf forderte im September 2007 auch für deutsche Hochschulen aufgrund der anhaltenden Bildungsbenachteiligung eine Migrantenquote; der SPD-Bundesvorstand hat im Mai 2011 eine solche Quote in Höhe von 15 % für die führenden Gremien der Partei beschlossen. Die Linke in Berlin fordert eine Quotenregelung, die Kindern aus armen Haushalten den Zugang zum Gymnasium erleichtern soll. Von der Regelung sollen Hartz-IV-Kinder und auch die Kinder, deren Eltern Wohngeld oder andere staatliche Transferleistungen erhalten, profitieren.

## Bekannte Gegner und Befürworter der Affirmative Action

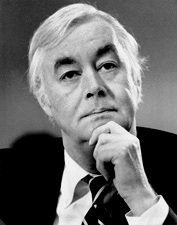
Daniel Patrick Moynihan war ein bekannter Befürworter der Affirmative Action

Generell lässt sich Kritik an Affirmative Action unter folgender Formel zusammenfassen:
„Die positive Diskriminierung des Einen ist die negative Diskriminierung des Anderen“. Zu den bekannten Befürwortern der Affirmative Action zählen der Geschichtsprofessor Stanley Elkins (der darin einen Ausgleich für die Sklaverei sah, wie er in seinem Buch Slavery: A Problem in American Institutional and Intellectual Life erklärte) und der Soziologe und US-Senator Daniel Patrick Moynihan, der sich unter anderem auf Elkins berief. Zu den Gegnern zählen Antonin Scalia, Anthony Kennedy und Clarence Thomas, die Richter am Obersten Gerichtshof der Vereinigten Staaten waren bzw. sind, der Philosoph Carl Cohen und der Buchautor Richard Rodriguez.
Im Vorfeld der US-Präsidentschaftswahlen 2004 sprach sich der amtierende republikanische Präsident George W. Bush gegen Affirmative Action zugunsten schwarzer Jugendlicher bei der Aufnahme an staatlichen Universitäten aus. Der damalige afroamerikanische Außenminister Colin Powell befürwortete diese Praxis, die ebenfalls afroamerikanische damalige Sicherheitsberaterin Condoleezza Rice hielt sie für legal: „Rasse kann als ein Faktor unter anderen angemessen sein, um eine wirklich repräsentative Studentenschaft zusammenzusetzen.“
Richard H. Sander und Stuart Taylor Jr. weisen in einer Analyse von Zulassungs- und Abbrecherzahlen darauf hin, dass die verstärkte Zulassung benachteiligter Gruppen und ihre Förderung durch Stipendien an hoch selektiven amerikanischen Hochschulen zu verstärkten Misserfolgen im Studium und zu steigenden Abbruchquoten führe. Umgekehrt habe das Verbot der Maßnahmen der Affirmative Action an der UCLA nicht zu einem Absinken der Bachelor-Abschlussquoten von Afroamerikanern und Hispanos geführt.
Emmanuel Todd weist darauf hin, dass die Weißen Eliten der USA ihren Widerstand gegen die positive Diskriminierung der Schwarzen in dem Moment aufgaben, als sie selbst nicht mehr an die Gleichheit der Weißen glaubten und die Rassenfrage damit für sie gleichgültig wurde. Ärmere Weiße hingegen verließen die Innenstädte, beteiligten sich an Steuerstreiks und beklagten (wie vor allem die Iren und Italiener) den Verlust traditionell von ihnen besetzter Positionen bei Polizei oder Feuerwehr. Die Weißen Wähler der Südstaaten wanderten verstärkt zur Republikanischen Partei, der es in den Wahlkämpfen unter Richard Nixon und Ronald Reagan gelang, ihre Feindschaft auf die Bundesebene und die Gerichte zu lenken.

## Gerichtsurteile zur Affirmative Action in den USA
Im Jahre 2003 war die Zulassungspolitik der University of Michigan Law School Gegenstand einer Grundsatzentscheidung des Obersten Gerichtshofs der Vereinigten Staaten, der im Fall Grutter v. Bollinger entschied, dass die ethnische Zugehörigkeit der Bewerber als ein Kriterium bei der Zulassungsentscheidung herangezogen werden darf, und damit die verfolgte Affirmative-Action-Politik, die auf Förderung schwarzer und anderer Minderheitenbewerber zielte, aufrechterhielt.
Auch wenn diese Politik der University of Michigan Law School folglich mit Blick auf die Bundesverfassung keinen Bedenken mehr begegnete, stieß sie bei den unterlegenen Klägern wie auch in Teilen der Bevölkerung Michigans weiterhin auf Widerstand. Am 7. November 2006 hatte schließlich ein von Barbara Grutter und Jennifer Gratz angestrengtes Referendum Erfolg, nach dem die Verfassung des Bundesstaats Michigan dahingehend geändert werden soll, dass bei Zulassungsentscheidungen von öffentlichen Bildungsinstitutionen, also insbesondere der University of Michigan und der University of Michigan Law School, Bewerbern keine bevorzugte Behandlung anhand von Rasse, Herkunft oder anderen ethnischen Kriterien gewährt werden darf. Gegen das ursprünglich zum 22. Dezember 2006 vorgesehene Inkrafttreten der Verfassungsänderung sind 2016 noch mehrere Klagen anhängig. Am 19. Dezember 2006 urteilte der U.S. District Court des Eastern District of Michigan daher, dass bis zur Entscheidung in der Hauptsache zumindest die University of Michigan und zwei andere öffentliche Hochschulen im Bundesstaat die bisherige Zulassungspraxis aufrechterhalten dürfen.
In den Fällen Students for Fair Admissions v. Harvard sowie Students for Fair Admissions v. University of North Carolina hatten über 20.000 weiße und asiatischstämmige Studenten gegen die bevorzugte Zulassung von Afro-Amerikanern trotz schlechterer Leistungen geklagt. Am 29. Juni 2023 untersagte der Oberste Gerichtshof mit einer 6:3-Entscheidung den Universitäten race-based affirmative action, also die Berücksichtigung des Kriteriums „Rasse“ bei der Zulassung zum Hochschulstudium. Dies sei unvereinbar mit dem Gebot der Chancengleichheit, denn die Benachteiligung eines Studenten aufgrund seiner „Rasse“ verstoße gegen den Gleichheitsgrundsatz. „Der Student muss auf der Basis seiner oder ihrer Erfahrungen als Individuum behandelt werden – und nicht auf der Basis seiner ethischen Herkunft. Viel zu lange haben Universitäten das genaue Gegenteil gemacht“, hieß es in der Urteilsbegründung. Das bedeute aber keinesfalls, dass „Hochschulen nicht auch künftig darauf schauen dürfen, wie Hautfarbe und Herkunft das Leben der Bewerber beeinflusst hat – ob ‚in Form von Diskriminierung, Inspiration oder anderweitig‘, so der Richter“.

## Kastenquoten in Indien
In Indien sind bis zu 50 % der Stellen im öffentlichen Dienst und in staatlichen Unternehmen Bewerbern aus den unteren Kasten, vor allem den Dalit, den sogenannten Unberührbaren, vorbehalten. Diese brauchen bei Eignungs- und Einstellungstests außerdem nur geringere Punktzahlen zu erreichen. Dies führte angesichts der schlechten Arbeitsmarktlage zur massiven Benachteiligung hochqualifizierter Bewerber aus den oberen Kasten und zu betrieblichen Problemen.

## Verarbeitung im Film
Die Filmkomödie Soul Man aus dem Jahr 1986 greift das Thema Affirmative Action in ironisch-kritischer Form auf: Ein an der Harvard University zugelassener Weißer sieht keine andere Möglichkeit, sein Studium zu finanzieren, als durch ein nur an Schwarze vergebenes Stipendium. Er färbt seine Haut mittels Bräunungspillen und erhält das Stipendium. Auch in den Filmen American History X, L.A. Crash und So High wird das Thema angesprochen.